# Kissaviarsuk-33
Kissaviarsuk-33 (También conocido como K-3) es un club deportivo fundado en el año 1933 en Qaqortoq Groenlandia. El club compite en fútbol, bádminton y balonmano. El equipo de fútbol juega de local en el Estadio de Nuuk con capacidad para 2000 personas. Es uno de los clubes más importantes de Groenlandia.[cita requerida]

## Honores

### Fútbol
- Coca Cola GM: 5
  - Campeón : 1987, 1991, 1998,2003